# Xanthosoma exiguum
Xanthosoma exiguum är en kallaväxtart som beskrevs av George Sydney Bunting. Xanthosoma exiguum ingår i släktet Xanthosoma och familjen kallaväxter. Inga underarter finns listade.